# Zsidó–római háború
Az első zsidó–római háború, amely 66-tól 74-ig tartott és amelyet néha nagy zsidó lázadásnak is hívnak (המרד הגדול ha-Mered Ha-Gadol), a zsidók három lázadása közül az első volt a rómaiak ellen. 70-ben Jeruzsálem és vele együtt a zsidó templom pusztulását, a júdeai földek római katonai célokra való kisajátítását és a zsidók szétszóródását eredményezte. A háború Masszáda erődjének 73–74-es elestével ért teljesen véget.

## Előzmények
I. Heródes Agrippa zsidó király halála után (44) Júdea ismét római provincia lett, élén újra helytartók álltak. Zendülések követték egymást, a zélóták kifosztották azokat, akik a római uralommal rokonszenveztek. A zendülések a vélt és valódi, vallási és adófizetési sérelmek következtében Galileában, Júdeában és Szamariában is mindennaposak voltak. Antonius Felix igyekezett békét teremteni, ugyanakkor a már számottevő messiásvárók vallási mozgalmát igyekezett elfojtani. Súlyos belső, társadalmi ellentétek is közrejátszottak, a parasztságot  a végsőig kihasználták, emelkedett a nincstelenek száma, ugyanakkor nőtt a papi hatalom.
46-ban leváltották Felix helytartót, helyére Portius Festus került. Az ő idején Caesareában robbant ki egy általános felkelés, Caesarea ugyanis a római közigazgatásban fontos szerepet töltött be. A görögök a zsidók vallásával szemben sértő módon viselkedtek, ez tettlegességre vezetett. A zavargások Jeruzsálemre is átterjedtek, mikor Gessius Florus helytartó 17 talentumot kizsarolt a templom kincseiből, és az emiatt háborgó népet terrorral akarta elcsitítani. Cestius Gallus és II. Heródes Agrippa békéltető kísérletei sem hoztak sikert. A nem zsidók által felajánlott, a császárnak szóló áldozatot a templom nem fogadta el a nép nyomására, hiába akarták ezt a főpapok és farizeusok. A császárért bemutatandó áldozat visszautasítása már hadüzenetnek számított.

## A háború
A zelóták és a hozzájuk csatlakozó esszénusok a békepártiakat elhallgattatták, és súlyos veszteségek árán kiverték Gallus seregeit is 66-ban. Néró utasítására Vespasianus 67 tavaszán 3 légió és segédcsapatok élén megtorló hadjáratba kezdett, elsőként Galileát foglalta el. Galileát könnyen meghódíthatta az ottani egységes vezetés hiánya miatt, illetve a jeruzsálemi kormányzat által kijelölt Josephus Flavius alkalmatlansága miatt. Maga Josephus is fogságba esett.
A zsidók ügyét jelentős mértékben nehezítette a belső egység ingatagsága, sokszor annak hiánya. Ugyanis egyes területek, mint Galilea, vagy Szamária külön harcot vívtak és a jeruzsálemi központtól független államokat akartak létrehozni. Ennek oka, hogy Galileában jelentős számban éltek nemzsidó etnikumú csoportok is, amelyek nem szívesen vették volna egy zsidó dominanciájú állam létrejöttét. A szamaritánusok, bár zsidó vallást követtek, hitük jó néhány ponton eltért attól, azonkívül nemzetiségileg ők sem képeztek tiszta zsidó közösséget.
Vespasianus 68 tavaszán kelt át a Jordánon, Jeruzsálem felé haladt. Néró halála és az azt követő trónviszályok miatt azonban átmenetileg leállította az előrenyomulást, mely csak 70 tavaszán, immár Titus vezetésével folytatódott. Titus 70 húsvétja után körülzárta Jeruzsálemet, a körülfogott tömeg az éhség és a fellépő járványok dacára hevesen ellenállt. Öthavi ostrom után esett el, s teljesen rommá vált, lerombolták a monumentális heródesi templomot is. A vezéreket foglyul ejtették, hogy azután 700 válogatott férfival együtt részt vegyenek Titus diadalmenetében.
A helyi ellenállás csak akkor szűnt meg végleg, mikor az I. (Nagy) Heródes idejében épült és többször is megerősített erőd, Masszáda 73-ban elesett. Masszáda elestével megszűnt az önálló zsidó állam utolsó esélye is, továbbá megszűnt a zsidó kultusz összetartó ereje.
A zsidóságnak csak több évszázaddal később sikerült visszatérnie az őshazába, ahol 1948-ban kikiáltották a máig létező Izrael államot.